# Mohammed Rabiu
Mohammed Rabiu Al-Hassan (Acra, 31 de dezembro de 1982), é um futebolista profissional ganês que atua como volante. Atualmente, joga pelo  FC Kuban Krasnodar.

## Títulos

### Évian
- Ligue 2: 2010–11

### Ghana Sub-20
- Mundial Sub-20: Campeão 2009